# Thorsten Fink
Thorsten Fink (sinh ngày 29 tháng 10 năm 1967) là một cầu thủ bóng đá người Đức.

## Sự nghiệp huấn luyện viên
Thorsten Fink đã dẫn dắt Vissel Kobe.